# 美國航空63號班機爆炸未遂案
2001年12月22日，英国籍恐怖分子理查·瑞德（Richard Reid）打算将藏有爆炸物的鞋子在从巴黎飞往迈阿密的美國航空63號班机上引爆。该人的足弓和鞋跟处藏有含季戊四醇四硝酸酯和三过氧化三丙酮的炸药。他尝试通过点燃导火索引爆炸药，但由于炸药和导火索受潮没有成功。他不久被机上人员制伏，飞机则备降至波士顿。

## 事件經過
當美國航空63號班機飛越大西洋時，來自英國的吉哈德主義伊斯蘭基本教義派分子，自稱蓋達組織成員的理查·瑞德（Richard Reid）的鞋子夾帶了兩種爆裂物。他在前一天曾被拒絕登機。
航班上的乘客在餐後不久抱怨有煙味。一名空服員赫爾蜜斯·穆塔爾迪耶（Hermis Moutardier）走遍機艙尋找源頭。她發現瑞德獨自坐在窗邊，試圖點燃火柴。穆塔爾迪耶告訴他機上禁止吸煙，瑞德承諾會停止。
幾分鐘後，穆塔爾迪耶發現瑞德坐在座位上傾身，在沒能引起他的注意後，穆塔爾迪耶便向前詢問他在做什麼，此時瑞德抓住了她，露出放在大腿上的一隻鞋子、一條引線以及一根點燃的火柴。他未能引爆炸彈，由於腳汗使三過氧化三丙酮（TATP）變濕，導致無法點燃。
穆塔爾迪耶兩次試圖抓住瑞德，但都被他推倒在地。在穆塔爾迪耶呼叫協助後，另一名空服員克里斯蒂娜·瓊斯（Cristina Jones）抵達並試圖制服瑞德時，她在搏鬥中被咬傷了拇指。
身高6英尺4英寸（約193公分）、體重215英磅（約98公斤）的瑞德被空服員和其他乘客制服，並由機組人員用塑膠手銬、安全帶延長繩和耳機線固定。機上醫生使用了在航班急救包中找到的地西泮（diazepam）。許多乘客直到機長宣布航班臨時改降落於波士頓的洛根將軍國際機場時才意識到情況。

兩架麥道公司的F-15鷹式戰鬥機護送63號航班到達洛根機場。飛機停在跑道中央，瑞德在地面上被逮捕，其餘乘客則由巴士送往主航廈。當局後來在瑞德的鞋子中發現了超過280公克的TATP和季戊四醇四硝酸酯（PETN），這些爆炸物足以在飛機上造成重大破洞。他認罪後被判刑110年與三個無期徒刑，不得假釋，並被囚禁於科羅拉多州的超級重刑犯監獄ADX佛羅倫斯監獄。

理查·瑞德當時所藏有爆炸物的鞋子